# Theodor Hellman
Theodor Hellman, född 14 september 1877 i Holmsunds församling i Västerbottens län, död 5 juni 1958 i Härnösand, var en svensk folkskoleinspektör och museiman, grundaren av och eldsjälen bakom friluftsmuseet Murberget i Härnösand. Han var son till Carl Samuel Hellman, gift med Wendela Hellman och far till Bo Hellman.

## Biografi
Hellman avlade studentexamen vid Härnösands högre allmänna läroverk våren 1897 och påbörjade sina akademiska studier vid Uppsala universitet samma höst. Avsikten hade först varit att bli präst men Hellman läste språk och sedan praktisk och teoretisk filosofi. Han blev filosofie licentiat 1909 på  en avhandling om Platons kunskapslära. Hellman var vikarierande adjunkt vid Härnösands folkskoleseminarium 1909—1915, extra lärare där 1916—1919  och föreståndare för kurserna i hembygdsforskning och hembygdsundervisning för folkskollärare 1914—1921. Han var vikarierande folkskoleinspektör i Ångermanlands inspektionsområde 14 och folkskoleinspektör i Falun 1915—1916.
Hellman  blev 1909 intendent för de kultur- och naturhistoriska samlingar som Västernorrlands läns museisällskap, grundat 1880, hade samlat i Härnösand samt sekreterare i Föreningen för Norrländsk hembygdsforskning. År 1913 lade Hellman grunden till friluftsmuseet på Murberget i Härnösand med ambitionen att göra det till ett Skansen för Västernorrlands län. Han verkade som Murbergets intendent fram till 1946 och medverkade även under sin aktiva tid till att landsarkivet förlades till Härnösand.
Hellman var en av grundarna av Norrländska studenters folkbildningsförening vid Norrlands nation i Uppsala år 1905 samt dess förste ordförande. Genom föreningens verksamhet anordnades hembygdskurser och föreläsningar över hela Norrland och detta bidrog starkt till grundandet av många lokala norrländska hembygdsföreningar under åren före första världskriget. Föreningen startade också en småskriftsserie i olika ämnen, oftast med anknytning till Norrland. Han publicerade många skrifter inom hembygdsforskning och grundade 1918 Arkiv för norrländsk hembygdsforskning, vars redaktör han förblev fram till 1942.

## Utmärkelser
Hellman blev korresponderande ledamot av Gustav Adolfs Akademien 1941 och samma år hedersledamot av Norrlands nation i Uppsala.
Han utsågs år 1942 till filosofie hedersdoktor vid Uppsala universitet.